# さかなのこ
『さかなのこ』は、2022年9月1日に公開された日本映画。監督・脚本は沖田修一、主演はのん。

## 概要

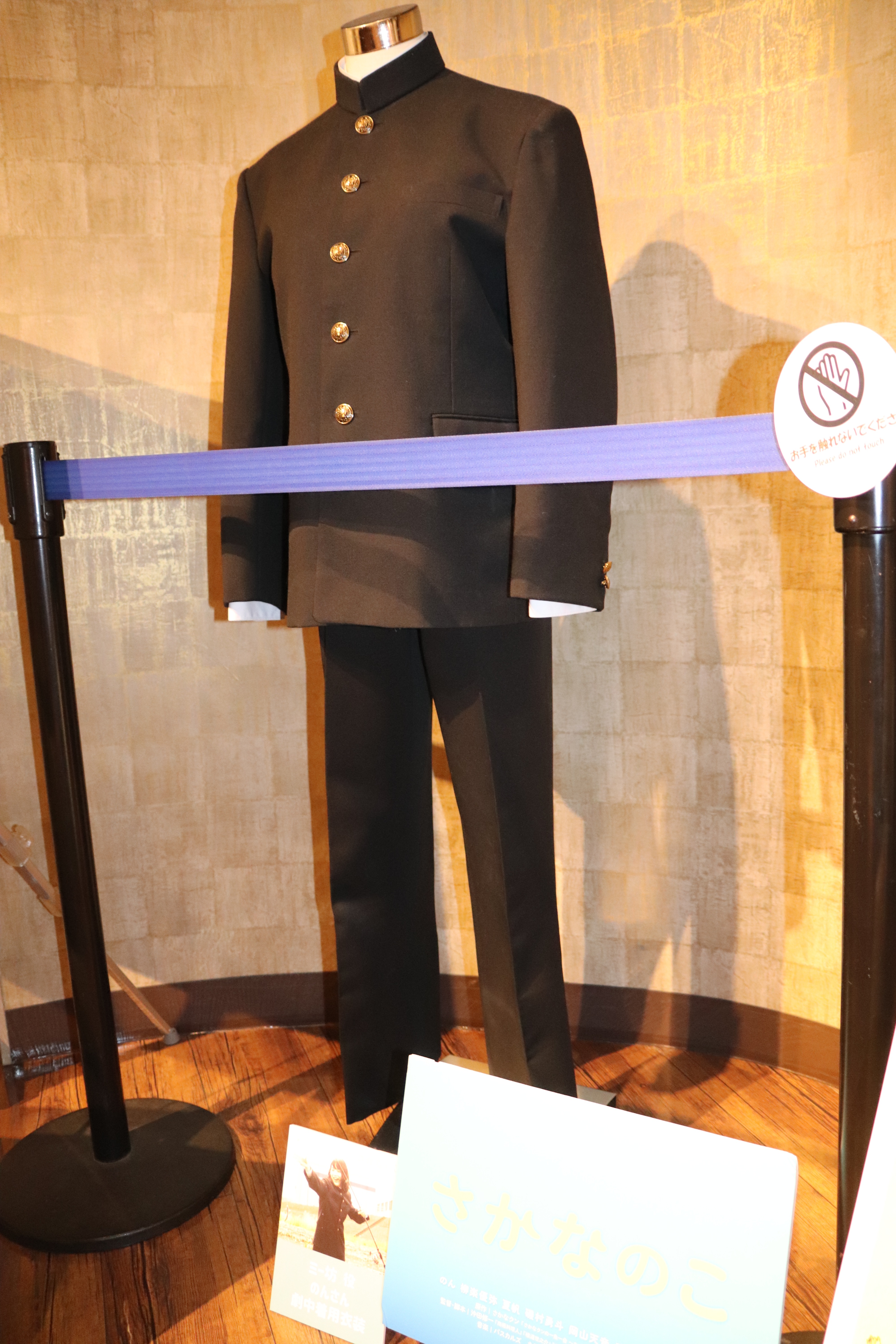
劇中で使用されたミー坊の学生服（2022年撮影）

さかなクンの半生を描いた初の自叙伝『さかなクンの一魚一会 〜まいにち夢中な人生!〜』を原作とし、ミー坊がさかなクンに成長するまでの過程を描く。さかなクンとは性別が異なるのんを起用した理由について、監督の沖田は「性別は特に重要ではない」とし、「中性的な魅力もある、のんさんならこの役にも違和感なく、不思議とすんなり入っていける気がした」と語っている。
なお、のん（能年玲奈）とさかなクンは2013年の連続テレビ小説『あまちゃん』の劇中劇『見つけてこわそう』で共演経験がある他、沖田も映画『Ribbon』の応援PV制作の際に、のんと組んで以来となる。

## あらすじ
魚やタコなど、水の中の生き物を見るのも食べるのも大好きなミー坊（のん / 幼少期：西村瑞季）は父（三宅弘城）、母（井川遥）、兄のスミオ（安藤理樹 / 幼少期：田野井健）との四人暮らし。魚のことばかり考えていて小学校でも変わり者扱いされているミー坊を父は心配するが、母はいつもミー坊の気持ちに寄り添い、閉館間際まで水族館の水槽を離れようとしないミー坊に魚介図鑑を買い与えてくれる。
そんなミー坊が学校からの帰り道、ハコフグの帽子をかぶった不思議な男、ギョギョおじさん（さかなクン）と知り合いになる。魚に詳しいギョギョおじさんと仲良くなったミー坊は彼の家に遊びに行く。小さな家の中にはたくさんの水槽が並び、さまざまな魚が飼われていた。おさかな博士になると誓ったミー坊とギョギョおじさんは魚の絵を描きながらおしゃべりをして楽しく過ごすが、夜になっても帰らないミー坊を探して警察官がやってくる。「おじさんは悪くない」と訴えるミー坊の頭にハコフグの帽子をかぶせ、ギョギョおじさんはパトカーに乗って警察署へと連れて行かれてしまう。その後ギョギョおじさんは町からいなくなり、家は更地になってしまう。
高校生になったミー坊は相変わらず魚が大好き。母とふたり暮らしのアパートでたくさんの魚を飼っている。不良グループにからまれるがまったく臆することなく、釣ったアジやイカをさばいて彼らに食べさせ、仲良くなってしまう。魚に夢中で成績は振るわないが、学校で飼っていたカブトガニの人工孵化に日本で初めて成功し、新聞やテレビでも紹介されて話題になる。
高校を卒業し、ひとり暮らしを始めたミー坊。しかし、就職した水族館では魚やアシカに夢中になって与えられた仕事がはかどらず、転職した寿司屋の仕事もうまくいかない。そんなとき、小学校の同級生だったモモコ（夏帆 / 小学生時：増田光桜）と偶然出会い、引っ越しの手伝いを頼まれる。モモコはパトロンに生活の面倒を見てもらいながらキャバクラで働いていた。
モモコは「いい仕事がある」と知り合いの歯科医をミー坊に紹介する。ゴージャスな雰囲気の歯科医院に置かれた水槽に泳がせる魚の選定を任されたミー坊は必死になって考え、会心の作を歯科医に披露するが、ミー坊が選んだ魚はどれも地味でマニアック。派手好きな歯科医の求めるものとはまったく違っていた。
何をしてもうまくいかず、無職になってしまったミー坊。懇意にしていた観賞魚店の店長がそんなミー坊を雇ってくれ、ミー坊は喜んで働き始める。
ある夜、パトロンと別れて住む家をなくしたモモコとその娘のミツコ（永尾柚乃（3歳時） / 板垣樹（8歳時））がミー坊の部屋に転がり込んでくる。はじめは魚に興味を持たなかったミツコだが、ミー坊と仲良くなるにつれて次第に魚を好きになり、魚の絵を描くようになる。そんなミツコにプレゼントしようとクレヨンのセットを買って帰宅したミー坊だったが、モモコとミツコは手紙を置いて家を去っていた。ミー坊はそのクレヨンで魚の絵を描き始める。
その夜、居酒屋でひとり酒を飲んでいたミー坊は、注文したシシャモが本当のシシャモではなくカラフトシシャモだったことに文句をつけた挙げ句、路地で寝込んでしまうと、翌朝、商店街の和菓子屋のシャッターに勝手にシシャモの絵を描いてしまう。通りすがりの人たちが感心しながら絵を眺めているところにバイクで通りかかった男は高校時代に知り合った不良グループの総長（磯村勇斗）だった。今は魚の卸業をしている総長に連れられて向かったのは小さなスナック。オーナーの籾山（岡山天音）はやはり高校時代の不良グループのリーダーで、ミー坊と知り合ったことから魚のおいしさに目覚めて修行を積み、このスナックを寿司屋に改装しようとしていた。籾山は店に魚の絵を描いてくれるようミー坊に頼み、ミー坊は張り切って店の内外にさまざまな魚の絵を描く。
多くの客で賑わう寿司屋に、ミー坊に呼ばれた母が会いに来る。この店の絵がきっかけで雑誌にもイラストを載せる仕事が来たことを母に伝えてよろこぶミー坊。今度はお父さんと兄のスミオも呼んで四人でお寿司を食べようとミー坊が言うと、母は、実はお母さんもお父さんもスミオも魚は苦手だったのだと打ち明けるのだった。
ある日、幼なじみのヒヨ（柳楽優弥 / 小学生時：中須翔真）がミー坊に会いに来る。テレビ局のディレクターをしているヒヨは、自分が担当するインタビュー番組でミー坊を紹介したいと伝える。初めてのテレビ出演に不安を抱くミー坊はその前夜、家の押し入れから箱を取り出す。その中にはあの日ギョギョおじさんがかぶせてくれたハコフグの帽子が入っていた。その帽子をかぶって番組に出演したミー坊はみんなの人気者になる。
とある水族館で、閉館間際まで水槽を離れない女の子に母親が魚介図鑑を渡す。その母親はあのモモコ、女の子は娘のミツコだった。

## キャスト
- ミー坊（さかなクン）：のん（幼少期：西村瑞季[7]）
- ヒヨ / 日吉彰仁：柳楽優弥[8]（小学生時：中須翔真[9]）
- モモコ：夏帆[8]（小学生時：増田光桜[10]）
- 総長：磯村勇斗[8]
- 籾山：岡山天音[8]
- 店長（おさかなショップ「海人」）：宇野祥平[11]
- 田村：前原滉[11]
- 鈴木先生：鈴木拓[12]
- 谷崎ゆりえ（ヒヨの恋人）：島崎遥香[11]
- 酒井（水族館の先輩飼育係）：賀屋壮也（かが屋）[11]
- 浜野（「あやしい動物園」番組アシスタント）：朝倉あき[11]
- 木戸まさし（「あやしい動物園」番組MC）：長谷川忍（シソンヌ）[11]
- 歯科医：豊原功補[11]
- ギョギョおじさん：さかなクン[12]
- ジロウ：三宅弘城[8]
- ミチコ：井川遥[8]
- スミオ：安藤理樹（幼少期：田野井健[13]）
- 青鬼（総長の手下）：三河悠冴[14]
- 赤鬼（総長の手下）：奥秋達也[14]
- 総長の手下：諫早幸作[15]、山元駿[15]、鹿島康秀[15]
- 籾山の手下：伊島空（役名：たっちゃん）[16]、三村和敬（役名：まもる）[16]、田中爽一郎（役名：鉄のタナカ）[16]、武田一馬[16]、黒住尚生[16]
- ミツコ（モモコの娘）：永尾柚乃（3歳時）[17]、板垣樹（8歳時）[18]
- 担任（高校生時）：岩谷健司[19]
- 担任（小学生時）：大津尋葵[20]
- 教師（小学生時）：黒田大輔[21]、宮崎敏行[22]、師岡広明[23]
- 校長（高校生時）：春園幸宏
- 金子としゆき（小学校の同級生・かねごん）：中西優太朗[24]
- 村田けんじ（小学校の同級生）：加藤瑛斗
- 警官：金子岳憲[25]
- アナウンサー：瑛蓮[26]
- 水族館のカップル：上野鈴華[27]、犬飼直紀
- 老夫婦：佐々木研、今本洋子[28]
- 小学生（現代）：嶽本渚琉[29]、福山零央、今泉雄土哉[30]
- ウチダ（床屋）とその妻：守屋文雄、山本ロザ
- 荒海のおばあさん：大方斐紗子[31]
- 漁師：森田釣竿[32]
- 大将（寿司屋）：谷川昭一朗[33]
- たつや（居酒屋店員）：大友律[34]
- 店員（亀乃子堂）：藤夏子[35]

## スタッフ
- 原作：さかなクン『さかなクンの一魚一会 〜まいにち夢中な人生!〜』（講談社刊）
- 監督・脚本：沖田修一
- 脚本：前田司郎
- 音楽：パスカルズ[36]
- 主題歌：CHAI「夢のはなし」（Sony Music Labels）
- 製作：河野聡、太田和宏、伊藤はやと、鳥羽乾二郎、今田圭介、森田圭、玉井雄大、広田勝己
- エグゼクティブプロデューサー：濱田健二、赤須恵祐
- プロデューサー：西ヶ谷寿一、西宮由貴、西川朝子、日野千尋
- ラインプロデューサー：飯塚信弘
- 撮影：佐々木靖之
- 照明：山本浩資
- 美術：安宅紀史
- 装飾：三ツ松けいこ
- 録音：山本タカアキ
- 衣装：纐纈春樹
- ヘアメイク：宮内三千代
- 編集：山崎梓
- 音響効果：勝亦さくら
- 魚類監修：さかなクン
- 魚類・水槽コーディネート：石垣幸二
- VFXプロデューサー：浅野秀二
- スクリプター：田口良子
- 助監督：玉澤恭平
- 制作担当：相良晶
- 助成：文化庁文化振興費補助金（映画創造活動支援事業）独立行政法人日本芸術文化振興会
- 制作プロダクション：ジャンゴフィルム
- 企画・制作・配給：東京テアトル
- 製作：「さかなのこ」製作委員会（バンダイナムコフィルムワークス、東京テアトル、アナン・インターナショナル、日活、太洋産業貿易、KDDI、DOKUSO映画館、毎日新聞社）

## 海外映画祭
ファンタジア国際映画祭 Cheval Noir部門出品 (2022年7月14日～8月3日)